# Mahal Chowdadenahalli, Anekal
Mahal Chowdadenahalli là một làng thuộc tehsil Anekal, huyện Bangalore Urban, bang Karnataka, Ấn Độ.